# Carlo Curis
Carlo Curis (* 2. November 1923 in La Maddalena, Provinz Olbia-Tempio, Italien; † 29. September 2014 in Rom-Parioli) war ein römisch-katholischer Erzbischof und Diplomat des Heiligen Stuhls.

## Leben
Carlo Curis empfing am 13. Juli 1947 das Sakrament der Priesterweihe für das Bistum Tempio-Ampurias durch Bischof Albino Morera. Nach einem Kirchenrechtsstudium in Rom trat Curis in den diplomatischen Dienst des Heiligen Stuhls ein und graduierte 1954 an der Päpstlichen Diplomatenakademie. 1956 wurde er beigeordneter Sekretär in der Sektion für die Beziehungen mit den Staaten des Staatssekretariates.
Carlo Curis wurde 1957 Nuntiaturrat in der Apostolischen Nuntiatur in Uruguay. Papst Pius XII. verlieh ihm am 16. August 1957 den päpstlichen Ehrentitel überzähliger Geheimkämmerer Seiner Heiligkeit. 1963 wurde Curis Uditore in der Apostolischen Nuntiatur in Indien und 1966 wurde er Nuntiaturrat in derselben Apostolischen Nuntiatur. Carlo Curis wechselte 1967 als Uditore an die Apostolische Nuntiatur in den Vereinigten Staaten. Papst Paul VI. verlieh ihm 1968 den Ehrentitel Kaplan Seiner Heiligkeit (Monsignore). 1969 wurde Curis Nuntiaturrat in der Apostolischen Nuntiatur in Italien. Papst Paul VI. verlieh ihm am 21. Januar 1970 den Titel Ehrenprälat Seiner Heiligkeit.
Am 14. Juli 1971 ernannte ihn Papst Paul VI. zum Titularerzbischof von Medeli und bestellte ihn zum Apostolischen Delegaten in Sri Lanka. Die Bischofsweihe spendete ihm Kardinalstaatssekretär Jean-Marie Villot am 3. Oktober desselben Jahres; Mitkonsekratoren waren der Offizial in der Kongregation für die Evangelisierung der Völker, Kurienerzbischof Duraisamy Simon Lourdusamy, und der Bischof von Ampurias e Tempio, Carlo Urru. Am 10. Februar 1976 wurde Carlo Curis Apostolischer Pro-Nuntius in Sri Lanka. Paul VI. bestellte ihn am 30. März 1978 zum Apostolischen Pro-Nuntius in Nigeria. Am 4. Februar 1984 ernannte ihn Papst Johannes Paul II. zum Apostolischen Pro-Nuntius in Zypern und zum Apostolischen Delegaten in den Palästinensischen Autonomiegebieten. Carlo Curis wurde am 28. März 1990 zum Apostolischen Pro-Nuntius in Kanada bestellt. Am 1. September 1994 wurde er Apostolischer Nuntius in Kanada.
Am 4. Februar 1999 nahm Papst Johannes Paul II. das von Carlo Curis aus Altersgründen vorgebrachte Rücktrittsgesuch vom Amt des Apostolischen Nuntius in Kanada an. Er lebte zuletzt in Rom und starb einen Monat vor seinem 91. Geburtstag im noblen römischen Wohnviertel Parioli.
Curis war Mitglied der Kongregation für die Evangelisierung der Völker und Konsultor der Kongregation für die orientalischen Kirchen.